# Penelope (Schiff, 1868)
Die HMS Penelope war eine gepanzerte Korvette, die in den 1860er Jahren für die Royal Navy gebaut wurde.

## Geschichte
Die Penelope wurde am 4. September 1865 auf Kiel gelegt, am 18. Juni 1867 vom Stapel gelassen und 1868 für den Einsatz im Kanalgeschwader unter Kapitän Marten in Dienst gestellt. 1869 wurde sie dem ersten Reservegeschwader in Harwich als Wachschiff zugeteilt. Bei Ausbruch des Anglo-Ägyptischen Krieges 1882 wurde die Penelope von der Admiralität ins Mittelmeer an die Küste von Ägypten entsandt. Bei ihrer Ankunft erhielt sie Befehl, sich der Invincible und der Monarch im Hafen von Alexandria anzuschließen wo sich tausende Europäer dicht gedrängt versammelt hatten und darauf warteten eingeschifft zu werden. Es dauerte ganze zwei Tage bis sämtliche Menschen eingeschifft und das Land verlassen hatten.
Am 10. Juni, einen Tag bevor das britische Ultimatum auslief, folgte die Penelope gegen zehn Uhr der Invincible und der Monarch auf die ihnen zugewiesene Position gegenüber den Batterien, die die westlichen Zufahrten zum Hafen abdeckten, wo die drei am nächsten Tag die küstennahe Angriffsgruppe bilden sollten. Auf Grund ihres geringen Tiefgangs war die Penelope am nächsten an den feindlichen Stellungen, als die Kämpfe am nächsten Morgen begannen. Im Laufe des Tages gab sie 231 Schüsse ab, wurde aber auch selbst mehrmals getroffen, wobei ihr Großmast und eines ihrer 203-mm-Geschütze beschädigt wurden. Bald darauf wurde die Penelope wegen ihres geringen Tiefgangs erneut ausgewählt, um die vorübergehende Einnahme des Suezkanals zu erzwingen. Dies war nötig, um die freie Durchfahrt für die Armee zu ermöglichen, die in Ismailia für den Marsch auf Kairo an Land gehen sollte. Nach dem Ende des Kriegs im September kehrte sie zu ihren Aufgaben als Wachschiff zurück und wurde 1887 für eine Überholung ausgemustert. Nachdem sie 1888 wieder in Dienst gestellt worden war, wurde sie ans Kap der guten Hoffnung entsandt, wo sie als Empfangsschiff für Matrosen eingesetzt werden sollte. Kurz darauf wurde sie in ein Gefängnisschiff umgewandelt und 1912 zum Abwracken verkauft.

## Technik

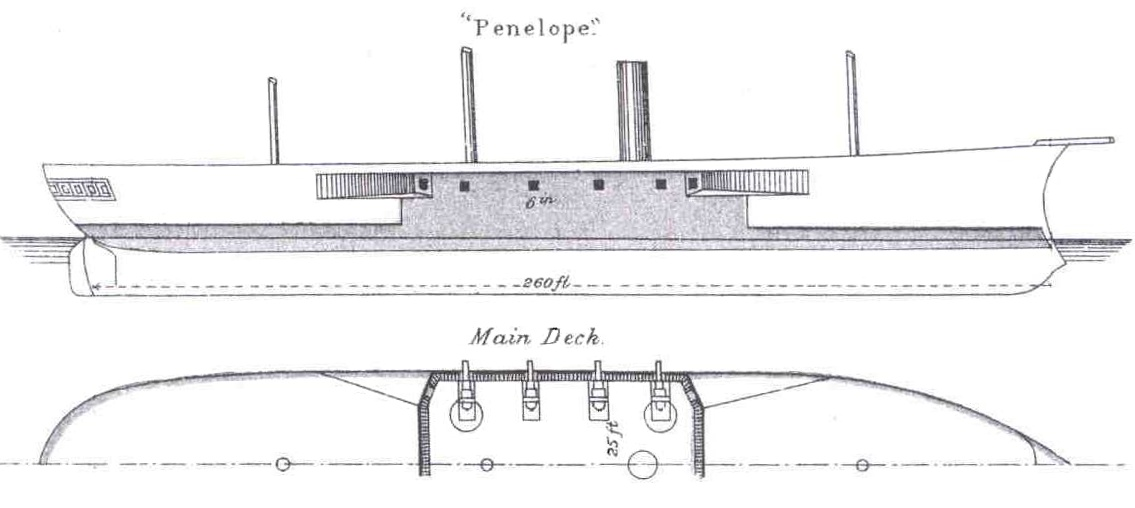
Rechter Aufriss der Penelope

Die Penelope war die letzte aus einer Gruppe von drei gepanzerten Korvetten, darunter die Favorite und die Pallas. Von allen dreien war sie die mit der größten Verdrängung und die einzige, die komplett aus Eisen gefertigt wurde. Sie war außerdem das erste gepanzerte Schiff, das mit zwei Schrauben ausgestattet war. Das Schiff hatte eine Länge zwischen den Loten von 79,25 m, eine Breite von 15,24 m und einen Tiefgang von 5,10 m. Die Verdrängung lag bei 4.470 t.

### Antrieb
Die Penelope war mit zwei 3 Zyl.-Rücklauf-Pleuel-Dampfmaschinen von Maudsley ausgestattet, die jeweils eine Welle antrieben und insgesamt 4.763 PS (3503 kW) entwickelten, mit der sie eine Höchstgeschwindigkeit von 12,76 Knoten (24 km/h) erreichte. Der Dampf wurde von 4 Heizkesseln mit einem Arbeitsdruck von 2 Bar geliefert. Das Schiff konnte maximal 500 t Kohle mitführen, was ihm bei 10 Knoten (19 km/h) eine Reichweite von 1.370 Seemeilen (2.540 km) ermöglichte. Die Besatzung des Schiffes bestand aus 350 Offizieren und Mannschaft. Die Penelope war als 3 Mast-Vollschiff getakelt und hatte eine Segelfläche von 1.695 m2. Die Höchstgeschwindigkeit unter Segeln betrug 8,5 kn (16 km/h). Sie war sehr leegierig und fast unkontrollierbar mit Kurs am Wind.

### Bewaffnung
Die Bewaffnung des Schiffes bestand aus acht 203-mm-Vorderlader-Geschützen mit gezogenem Lauf (je vier an Backbord und Steuerbord), die in einer Zentralbatterie konzentriert waren, und drei 127-mm-Armstrong-Kanonen, eine im Heck und zwei im Bug. Außerdem führte das Schiff zwei 95-mm-Geschütze als Salutkanonen.

### Panzerung
Der Panzergürtel erstreckte sich über die gesamte Länge des Schiffes und reichte bis auf die Höhe des Hauptdecks. Er war mittschiffs 152 mm dick und mit 254 bis 279 mm Holz unterlegt. Er hatte eine Höhe von 1,20 m unter der Wasserlinie und 0,5 m darüber. Die Zentralbatterie war mit einer 152 mm Panzerung versehen und wurde an ihren Enden mit 114 mm Querschotten geschützt. Zwischen der Batterie und dem Gürtel befand sich ein 29 m langer und 152 mm dicker Plankengang, der ebenfalls in 114 mm Querschotten endete.